# Haninge garnison
Haninge garnison är en garnison inom svenska Försvarsmakten som verkat i olika former sedan 1944. Garnisonen är belägen vid  Berga samt på Muskö.

## Historik
Haninge garnison är en paraplyorganisation för den militära närvaron i Haninge kommun. Garnisonens historia sträcker sig tillbaka till 1650-talet, då Dalarö skans uppfördes. Skansen kom att avföras 1854 från Sveriges försvar. Under 1940-talet flyttade marinen ut större delen av sin verksamhet från Skeppsholmen i Stockholm till Berga örlogsbas, Gålöbasen och Muskö örlogsbas.

## Berga helikopterflygplats
Berga helikopterflygplats togs officiellt i bruk den 4 september 1961 i samband med att 1. helikopterdivisionen omlokaliserades från Bromma flygplats. Den var vid den tidpunkten norra Europas och Sveriges första flygplats avsedd endast för helikopterverksamhet. I samband med 11. helikopterdivisionens omlokalisering, omlokaliserades även Väder- och Flygsäkerhetsavdelning till Berga, avdelningen hade tidigare legat på ön Märsgarn i Horsfjärden. I samband försvarsbeslutet 2004 kom dock basen att avvecklas tillsammans med Svea helikopterskvadron (2. hkpskv), då området skulle övertas av Stockholms amfibieregemente (Amf 1). Försvarsmakten kom istället att koncentrera sin helikopterverksamhet till Malmens flygplats utanför Linköping, Luleå flygplats, Såtenäs flygplats utanför Lidköping och till Ronneby flygplats i Blekinge.
Militär verksamhet
| Beteckning | Förbandsnamn             | Aktivt    | Kommentar                                                         |
| ---------- | ------------------------ | --------- | ----------------------------------------------------------------- |
| 1. hkpdiv  | 1. helikopterdivisionen  | 1961-1989 | Omlokaliserad 1961 från Bromma. Namnändring 1989 till 11. hkpdiv. |
| 11. hkpdiv | 11. helikopterdivisionen | 1989–1998 | Uppgick 1998 i Svea helikopterbataljon                            |
| MflygL     | Marinflygledningen       | 1990-1997 | Avvecklad 1997.                                                   |
| 2. hkpbat  | Svea helikopterbataljon  | 1998–2001 | Namnändring 1998 från 11. helikopterdivisionen.                   |
| 2. hkpbat  | 2. helikopterbataljonen  | 2002–2004 | Namnändring 1998 från Svea helikopterbataljon.                    |
| 2. hkpskv  | 2. helikopterskvadronen  | 2004-2004 | Namnändring 2004 från 2. helikopterbataljonen. Avvecklad 2004     |

## Berga örlogsbas
Berga örlogsbas ligger intill Hårsfjärden utanför Västerhaninge, Haninge kommun. År 1944 beslutade riksdagen att staten skulle förvärva Berga herrgård i Västerhaninge landskommun efter den framlidne Helge Ax:son Johnson. Området omfattade en strandremsa som sträckte sig från Vitså hamn till Näringsberg och var 3,5 km lång och 800 m bred. Utöver strandremsan tillkom även området där Berga lantbrukskola var lokaliserad, med en areal om 1025 hektar. Köpesumman för förvärvet av egendomen var 2 635 000 kr varav för marinens del den uppgick till 1 285 000 kr.
Efter försvarsbeslutet 2004 är det idag utbildningsplats för Stockholms amfibieregemente (Amf 1) och hemvist för hemvärnets utbildningsgrupp Södertörnsgruppen (SDTG).
Från och med hösten 2008 har även flottan kommit tillbaka i form av 4. sjöstridsflottiljen. Flottiljen hade från hösten 2005 haft sin basering på Muskö, men för att kunna bedriva en mer rationell produktion, kommer man att verka tillsammans med Amf 1 på Berga. I och med försvarsbeslutet 2004 avvecklades Örlogsskolorna (ÖS) för att ersättas av Sjöstridsskolan (SSS), med huvudsaklig basering i Karlskrona.
Militär verksamhet
| Beteckning      | Förbandsnamn                    | Aktivt    | Kommentar                                                                        |
| --------------- | ------------------------------- | --------- | -------------------------------------------------------------------------------- |
| BÖS             | Berga örlogsskolor              | 1946–1997 | Uppgick 1997 i Örlogsskolorna.                                                   |
| MKHS            | Marinens krigshögskola          | 1987–1998 | Upplöst 1998.                                                                    |
| ÖS              | Örlogsskolorna                  | 1997–2004 | Omorganiserades till 2005 till Sjöstridsskolan med lokalisering till Karlskrona. |
| Amf 1           | Stockholms amfibieregemente     | 2005–     | Omlokaliserades 2005 från Rindö                                                  |
| UGS             | Södertörnsgruppen               | 2000–     |                                                                                  |
| 1. ubflj        | 1. ubåtsflottiljen              | 19??–2004 | Omlokaliserad 2005 till Karlskrona                                               |
| 2. ysflj        | 2. ytstridsflottiljen           | 2000–2004 | Uppgick 2005 i 4. minkrigsflottiljen.                                            |
| 4. minkrigflj   | 4. minkrigsflottiljen           | 2000–2004 | omorganiserad till 4. sjöstridsflottiljen och omlokaliserad till Muskö           |
| 4. sjöstridsflj | 4. sjöstridsflottiljen          | 2008–     | Omlokaliserad 2008 från Muskö till Berga.                                        |
|                 | Räddningsverkets räddningsskola |           |                                                                                  |

## Gålö
Under 1940-talet påbörjades byggnation för Örlogsbas Ost på Gålö. Anläggningen på Gålö består av ett 20-tal byggnader.

## Muskö

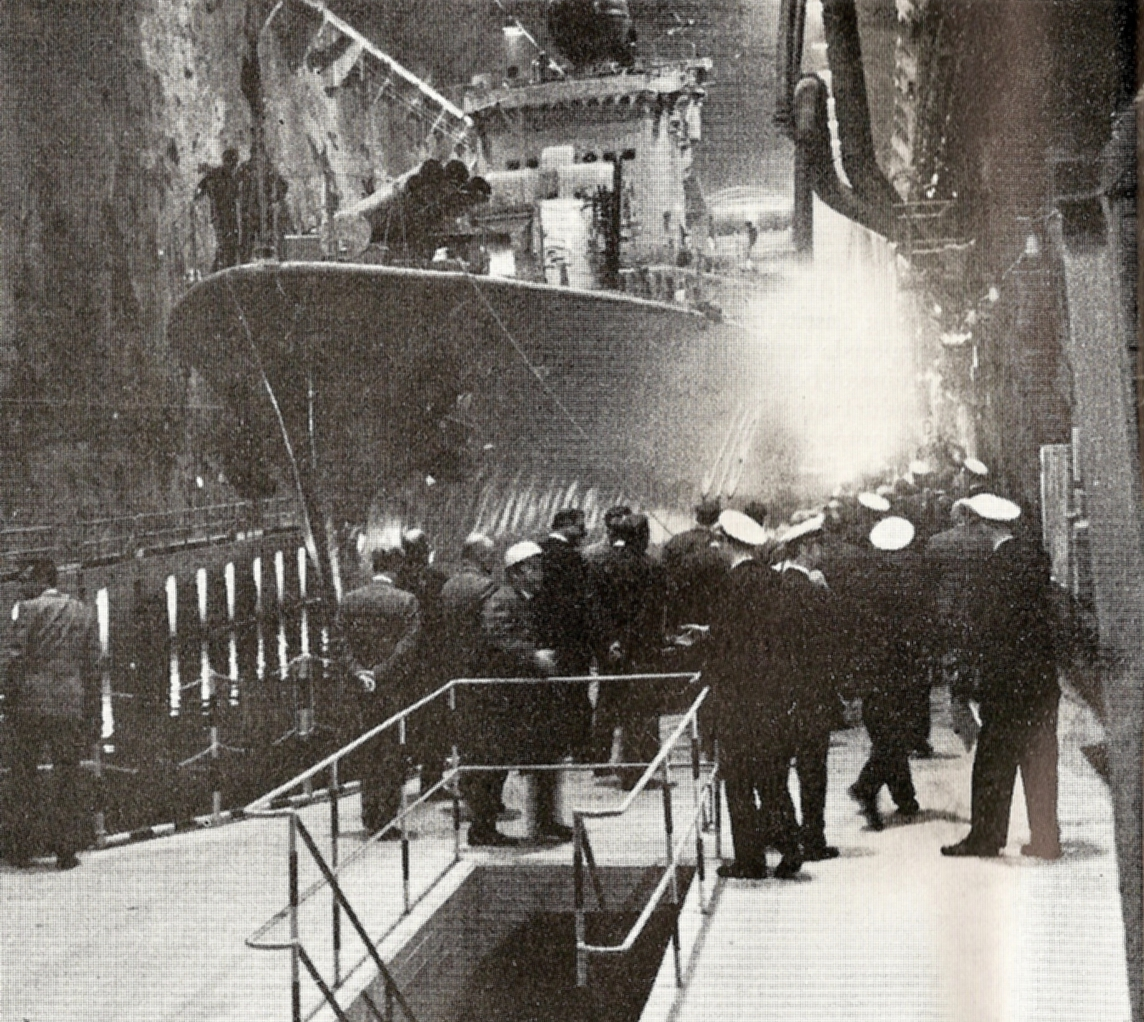
Riksdagens ledamöter studerar jagaren under 1960-talet i en av Musköbasens fartygstunnlar.

Muskö örlogsbas, eller Musköbasen, är en militäranläggning på ön Muskö i Haninge kommun. Anläggningen byggdes på 1960-talet som strategisk bas för svenska marinen. Anläggningen är till största delen insprängd i urberget på Muskö och är lika stor som Stockholmsstadsdelen Gamla stan. Bergsanläggningen rymmer ett flertal underjordiska dockor, verkstäder, kontor, sjukhus, reningsverk. På marknivå finns kanslihus, kaserner och diverse personalstödslokaler.
För att göra kommunikationerna till basen säkrare byggdes en tunnel, Muskötunneln. Tunneln är 3 km lång och var vid invigningen 1964 en av Europas längsta. 
Trots enorma investeringar som gjorts i anläggningen beslutades genom försvarsbeslutet 2004 att avveckla Ostkustens marinbas. Det som finns kvar på Muskö idag är marinverkstädernas robotavdelning, sjöbevakningscentral och delar av Marinbasen (MarinB) i Karlskrona. Den tidigare varvsverksamheten drivs idag i privat regi av Kockums AB och Muskövarvet AB. 
Längst i söder på Muskö, vid Långnabbaudde finns en torpedtestanläggning. Förut användes denna för inskjutningsprov av torpeder ut i Mysingen. Numera är denna verksamhet nedlagd. Anläggningen finns dock kvar och har fått andra användningsområden. 
Militär verksamhet
| Förbandskod | Förbandsnamn             | Aktivt    | Kommentar |
| ----------- | ------------------------ | --------- | --- |
|             | Muskö örlogsvarv         | 1950–     | Ingår sedan 2002 i Försvarsmaktens Logistik (FMLOG) och Teknikdivisionen/ MarinVarvet. Det marina fartygsunderhållet på Muskö är sedan 2007 utkontrakterat till/sköts av Kockums AB. |
|             | Ostkustens marindistrikt | 1946–1957 | Omorganiserade 1957 till Marinkommando Ost |
|             | Marinkommando Ost        | 1957–1966 | Omorganiserade 1966 till Ostkustens örlogsbas |
|             | Ostkustens örlogsbas     | 1966–1990 | Omorganiserade 1990 till Ostkustens marinkommando |
| MKO         | Ostkustens marinkommando | 1990–2000 | Omorganiserades 2000 till Ostkustens marinbas |
| MarinB O    | Ostkustens marinbas      | 2000–2005 | Avvecklad 2005 genom försvarsbeslutet 2004 |
| MarinB      | Marinbasen               | 2005–     | Marinbasens stab är lokaliserad till Karlskrona. |
| MS          | Marinstaben              | 2019–     | Kommer lokaliseras under 2019 till garnisonen. |